# Фелікс де лос Херос
Фелікс де лос Херос Аскуета (ісп. Félix de los Heros Azcueta, [fe'lix de los heɾos as̻'kueta]; нар. 21 січня 1910, Більбао, Країна Басків, Іспанія) — іспанський футболіст, що грав на позиції півзахисника. У футбольних колах також відомий як Таче (ісп. Tache).

## Спортивна кар'єра
З 1931 року захищав кольори команди «Баракальдо». У 1934 році його клуб здобув право виступати у Сегунді, а Фелікс де лос Херос отримав запрошення до «Севільї», яка дебютувала у Прімері. У першому сезоні андалуська команда стала переможцем національного кубка. У фіналі була здобута переконлива перемога над «Сабаделем» (3:0, дубль Кампаналя). В еліті іспанського футболу провів лише два сезони: влітку 1936 року розпочалася громадянська війна і футбольне життя призупинилося.
У розіграші середземноморської ліги захищав кольори команди «Хімнастіко» з Валенсії. Влітку 1937 року поїхав з «Барселоною» в заокеанське турне. Каталонці провели низку матчів у Мексиці і США, зокрема проти «Америки», «Атланте» і збірної Нью-Йорка. По завершенні турне деякі гравці вирішили не повертатися на батьківщину: Хоакін Уркіага і Хуліо Мунльок стали гравцями мексиканського «Астуріаса», Рамон Сабало — французького «Расінга», Фелікс де лос Херос — американського клубу «Бруклін Іспано».
У сезоні 1938/39 приєднався до збірної Басконії, яка під назвою «Депортіво Еускаді» стала віце-чемпіоном Мексики. По завершенні сезону команда припинила існування, а гравці роз'їхалися по мексиканським і аргентинським клубам. Грегоріо Бласко, Серафін Аедо, Пабло Баркос, Фелікс де лос Херос і Хосе Мануель Уркіола обрали клуб «Реал Еспанья». У складі столичної команди двічі перемагав у чемпіонаті Мексики. Потім виступав за команди з Орісаби: «Моктесума» і АДО. У перших двох сезонах професіональної ліги захищав кольори клубу «Тібуронес Рохос» з Веракруса.

## Досягнення
- Володар кубка Іспанії (1): 1935
- Чемпіон Мексики (2): 1940, 1942